# Milada Blekastad
Milada Blekastad, přechýleně Milada Blekastadová, rozená Topičová (1. července 1917 Praha – 25. října 2003 Oslo) byla bohemistka, komenioložka, překladatelka a literární historička českého původu. Působila v Ústavu slovanských a baltických studií na Univerzitě v Oslu. Specializovala se na život a dílo Jana Amose Komenského, o němž napsala disertační práci. Svým systematickým překladatelským úsilím se zasloužila o představení zásadních děl české literatury 20. století norským čtenářům. V letech 1968–1989 podporovala české spisovatele a intelektuály, kteří neměli možnost se svobodně vyjadřovat. V roce 1997 obdržela od tehdejšího prezidenta Václava Havla odměnou za celoživotní práci medaili Za zásluhy.

## Dětství a mládí
Byla vnučkou známého pražského nakladatele Františka Topiče, dcerou Jaroslava Topiče a Milady Topičové.  V letech 1928–1933 studovala na Vyšší dívčí škole v Praze (později vyšší reformní gymnázium). V tomto období ji ovlivnila profesorka dějepisu Milada Holá. Studia nedokončila. Zájem o Sever a severskou literaturu přirozeně vyplynul z orientace nakladatelství Františka Topiče na severské autory. Obdiv k severské kultuře sdílela také se svojí matkou. V roce 1933 odjela na pozvání norského spisovatele Ingeho Krokanna do Norska. O rok později se vdala za norského malíře Hallvarda Blekastada (1883–1966). Díky svému jazykovému nadání (uměla německy, rusky, francouzsky a latinsky) ovládla brzy obě varianty spisovné norštiny. Gausdalským dialektem hovořila bez přízvuku.
Ze začátku pobývala se svým manželem u rodiny norského lyrika Olava Aukrusta v Lomu. V roce 1936 se manželé přestěhovali do Gausdalu nedaleko Lillehammeru, kde si postavili dům nazývaný Bu. Mezi lety 1936 a 1951 se manželům Blekastadovým narodilo sedm dětí. Za války pomáhala Milada Blekastadová ohroženým českými intelektuálům a umělcům. Marně usilovala o záchranu Mileny Jesenské, než byla poslána do koncentračního tábora Ravensbrück. Po válce pomáhala uprchlíkům z Československa prostřednictvím spolupráce s Norsko-československým pomocným spolkem (Norsk-Tsjekoslovakisk Hjelpeforening).

## Překladatelská činnost
Krátce po svém přestěhování do Norska začala Milada Blekastadová překládat do češtiny norskou literaturu. Jejím prvním překladem, publikovaným ještě v nakladatelství F. Topič v edici Bílé knihy v roce 1936, byl román Ingeho Krokanna Vichr z hor (I Dovre snø). Její další překlady vyšly v Topičově edici, kterou po smrti svého manžela Jaroslava a prodeji původního Topičova nakladatelství Jaroslavu Stránskému založila a vedla vdova Milada Topičová. Od roku 1939 začala Milada Blekastadová překládat také z češtiny do norštiny. Jejím prvním vydaným překladem byly české pohádky (Tsjekkiske folkeeventyr, Samlaget, 1939). V roce 1946 převedla do norštiny Karafiátovy Broučky (Billefolket, Dreyer 1946). Ačkoli do češtiny přeložila ještě poému Henrika Wergelanda Obraz s květinami Jana van Huysuma (přebásnil Vladimír Mikeš, Supraphon, Praha 1983) a divadelní hru norského slavisty Erika Kraga Balada o Hilébii (Dilia, 1972, orig. Den barnløse, 1966), zůstalo těžiště její překladatelské práce v převodech z češtiny do norštiny. Přeložila více než 20 titulů od autorů jako Karel Čapek, Ivan Klíma, Milan Kundera, Ludvík Vaculík, Václav Havel a další. Její překladatelské dílo shrnul Ludvík Vaculík takto: „Na tom příběhu a výsledku je až otřesně zvláštní to, že přítomnost nějaké národní literatury na cizím území záleží na jednom člověku ...“

## Jan Amos Komenský
V roce 1955 vyšel v norském nakladatelství Dreyer překlad Komenského díla Labyrint světa a ráj srdce (Verdens labyrint og hjartans paradis) z pera Milady Blekastadové. V souvislosti s předmluvou k tomuto překladu jí bylo uděleno stipendium Norské výzkumné rady. Její výzkum posléze vyústil v rozsáhlou monografii publikovanou v němčině (Comenius. Versuch eines Umrisses von Leben, Werk und Schicksal des Jan Amos Komenský, Universitetsforlaget/Akademie, Oslo/Praha 1969). Na základě této práce byl Miladě Blekastadové udělen doktorský titul. Dílu Jana Amose Komenského se Blekastadová věnovala celý život. V roce 1966 přeložila do norštiny Informatorium školy mateřské (Informatoriet for skulen hennar mor, Universitetsforlaget) a posléze vydala Komenského neznámou korespondenci (Unbekannte Briefe des Comenius und seiner Freunde: 1641–1661, Henn, 1976). V roce 1977 publikovala norsky popularizační verzi své disertace Menneskenes sak (Gyldendal Norsk Forlag). Komenskému se vědecky věnovala až do své smrti a napsala v této souvislosti řadu článků a studií (nejčastěji pro odborné časopisy Scando-slavica, Acta Comeniana).

## Působení na Univerzitě v Oslu
V letech 1957–1987 přednášela na Univerzitě v Oslu, kde se věnovala starší i moderní české literatuře. Na tato témata napsala dvě monografie (Millom aust og vest, 1958, a Millom bork og ved, 1978). Ačkoli neměla formální univerzitní vzdělání, vynikala hlubokou znalostí evropské kultury, historie a jazyků. Na univerzitě neměla stálou pozici, od roku 1970 však byla státní stipendistkou, což jí umožnilo vědecky pracovat až do konce života.

## Podpora umlčovaných spisovatelů
Od roku 1968 se Milada Blekastadová systematicky věnovala podpoře českých umlčovaných spisovatelů. Byla osobní přítelkyní Ludvíka Vaculíka. Překládala jejich knihy a navštěvovala je. Do Československa pravidelně jezdila v souvislosti se svým komeniologickým bádáním.

## Publicistická činnost
V průběhu svého života napsala Milada Blekastadová desítky odborných i popularizačních článků a sloupků do norských celostátních i lokálních deníků. Připravila také řadu popularizačních pořadů pro rozhlas – o Janu Husovi, o Janu Amosi Komenském, o Václavu Havlovi. V srpnu 1968 zprostředkovávala norským médiím aktuální reportáže z okupované Prahy převzaté z vysílání Československého rozhlasu. Pro časopis Syn og Segn připravila několik čísel věnovaných československé ineditní literatuře.

## Členství a ocenění
Milada Blekastadová byla členkou norské vědecké akademie (Det Norske Videnskaps-Akademi) a aktivní členkou norského PEN-klubu. V roce 1969 obdržela cenu Svazu norských překladatelů (Bastianprisen) za překlad románu Sekera Ludvíka Vaculíka (Øksa, 1968). Za překlad díla Labyrint světa a ráj srdce J. A. Komenského (Verdens labyrint og hjartans paradis, 1955) získala také cenu Gjelsvikprisen od sdružení Norsk måldyrknigslag. V  roce 1988 jí přátelé z českého disentu udělili Cenu Edice Petlice za překlad samizdatových autorů. V roce 1997 ji Václav Havel vyznamenal medailí Za zásluhy.
Milada Blekastadová je v souladu se svým přáním pohřbena v rodinné hrobce rodiny Topičů na pražských Olšanských hřbitovech.